# 犬童球溪
犬童球溪（日语：／ Indō Kyūkei、1879年4月20日—1943年），本名犬童信藏（日语：／ Indō Nobusō），日本詩人、作詞家、教育家，出生於日本熊本縣人吉市。

## 生平簡介
犬童球溪於1879年出生於日本熊本縣人吉市。1901年畢業於熊本師範學校，並在宇土郡網田小學任教。1905年畢業於東京音樂學校。由於他出生在熊本縣南部球磨川的溪谷，所以便以犬童球溪作為自己的筆名。1943年10月19日於人吉市自殺身亡。

## 作品
犬童球溪在新潟縣立女子高中任職期間翻譯的〈旅愁〉和〈故鄉的廢屋〉在1907年（明治40年）被選入了《中等教育歌唱集》。其翻譯的西洋樂曲約有250首保留了下來，作品中很少採取英文直譯，而是大多改用自己創作的、富有日本特色的歌詞。

## 外部鏈結
- 犬童球渓記念館 （页面存档备份，存于）
- 犬童球渓 （页面存档备份，存于） - kotobank
- 犬童球渓 （页面存档备份，存于） -